# Vestre Akers prosteri

Prosterier i Oslo stift. Det gröna området på kartan är Vestre Akers prosteri.

Vestre Akers prosteri (norska: Vestre Aker prosti) är ett kontrakt (prosteri, norska: prosti) i Oslo stift inom Norska kyrkan. Kontraktet omfattar den nordvästra delen av Oslo kommun i sydöstra Norge.

## Socknar
Vestre Akers prosteri består av tio socknar (norska: sokn eller sogn) inom Oslo kyrkliga samfällighet (norska: kirkelige fellesråd):
- Bakkehaugen, Majorstuen og Vestre Akers socken
- Grefsens socken
- Maridalens socken
- Nordbergs socken
- Ris socken
- Røa socken
- Skøyens socken
- Sørkedalens socken
- Ullerns socken
- Voksens socken